# Gotfred Rode (litteraturhistoriker)
Gotfred Benjamin Rode, född den 9 mars 1830 på Vallø, död den 12 september 1878, var en dansk författare, far till Ove och Helge Rode.
Rode tog 1864 magisterkonferens i nordisk filologi och 1866 filosofie doktorsgrad på en avhandling om renässansens tidligste Eftervirkning paa dansk poetisk Literatur. År 1874 grundlade han en folkhögskola i Ordrup nära Köpenhamn och ledde den till sin död. 
Emil Elberling skriver i Nordisk Familjebok: "I sina Digte og Sange (1857) röjde han ej mycken själfständighet, men fin smak och konstnärlighet." Rode utgav Holbergs Moralske Tanker (1860) och Heltinde-historier (1861).